# 嘉定区
嘉定区 （吳語拼音：ka din chiu），又称疁城，简称疁，是上海市的市轄區，原称嘉定县，位于上海市西北郊。1992年10月11日撤县建区。区境与宝山区、普陀区、长宁区、闵行区、青浦区和苏州市下辖的昆山、太仓两县级市相接。下辖嘉定镇、新成路、真新3个街道、菊园新区1个类街道以及南翔、马陆、江桥、安亭、徐行、外冈、华亭等8个镇和市级的嘉定工业区。嘉定区全境地势平坦，东北略高，西南稍低。区政府设新成路街道博乐南路111号。

## 历史

### 建县之前
三国时期，在今安亭东北境内出现了第一座寺庙菩提教寺，至南朝梁天监时期，方泰教寺、南翔讲寺相继建立。同时，庙会也随之出现，并形成集市。至唐代，嘉定地区已经成为昆山县东部较为繁荣的地区，出现了如练祁市（今嘉定镇街道）、槎溪市（今南翔镇）等一批集镇。

### 宋元时期
随着人口的增加，至宋宁宗嘉定年间，朝廷决定将春申、安亭、临江、平乐与醋塘等5乡27都自昆山县内划出，新置一县，县名以当年的年号命名，称嘉定县。该县仍属两浙西路的平江府。县治设于当时的练祁市（即今嘉定镇街道）。此后，自1218年至1219年间，陆续完成了县署、县学以及夯土城墙的建设。
到了元代，由于未受到宋元之际战争的破坏，嘉定已逐步发展成一个人口众多的大县。元成宗元贞二年（1296年），随着户籍与人口的增加，根据元政府的惯例，嘉定县升格为嘉定州。元末农民起义时，两浙一带成为了义军张士诚的势力范围。至正十八年（1358年），张士诚始委派部将以砖石改建城墙，并加阔城濠。

### 明代嘉定

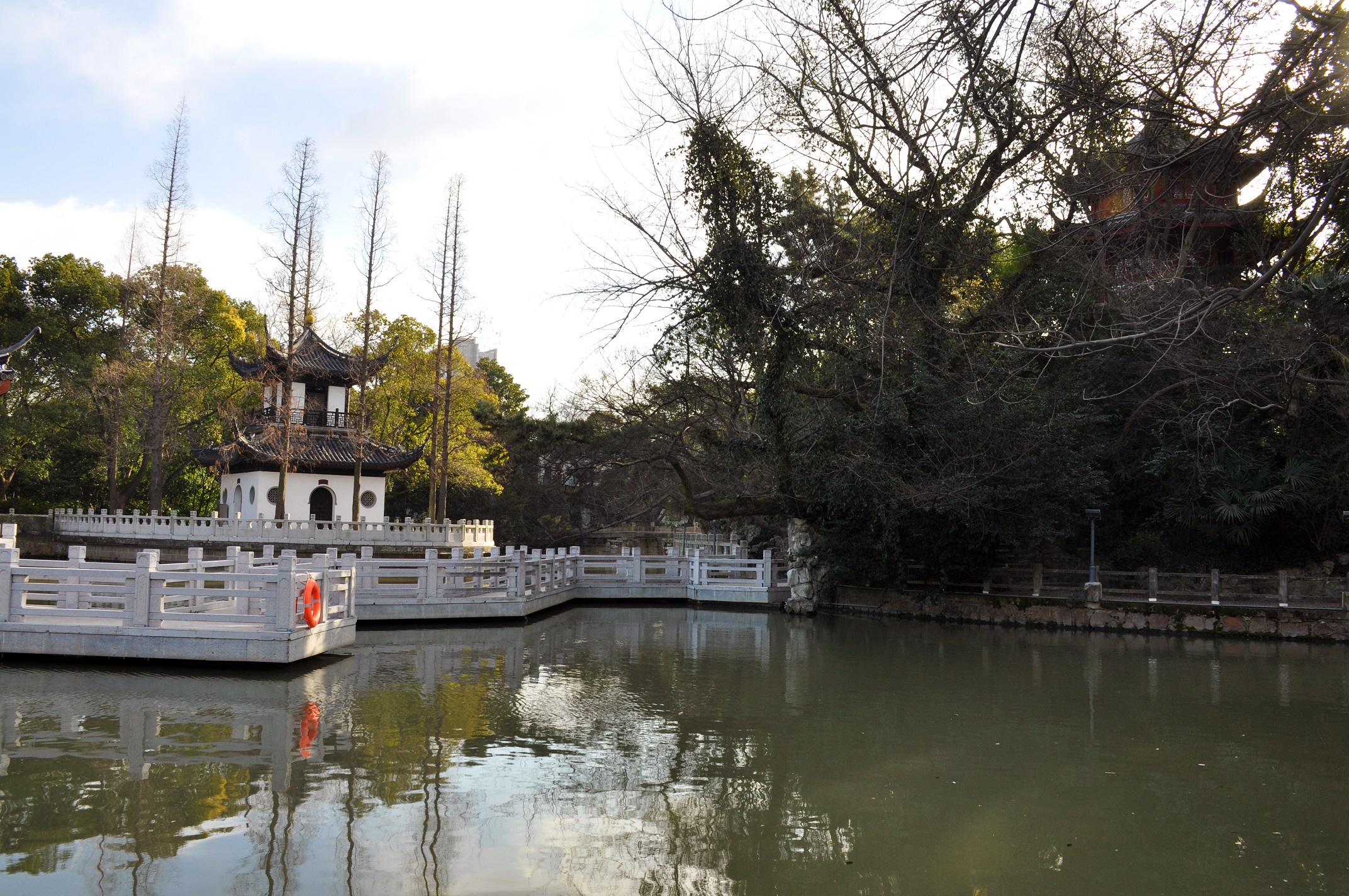
堆筑於天顺年间的应奎山（右侧）与开凿於万历年间的汇龙潭

洪武二年（1369年），嘉定仍改为县，隶属苏州府。天顺四年（1460年），时任知县龙晋在县学南侧增筑土山，并命名“应奎”。嘉靖二十一年（1542年），文学家归有光自昆山迁居安亭的吴淞江边，同时讲学授徒。嘉靖中后期开始，倭患开始侵扰南直隶各地。嘉靖三十二年（1553年），倭寇首度侵袭嘉定县城。经知县万思谦率众抵抗得以暂时击退来犯之敌。随后万思谦开始扩建并加高城墙防御。此次修葺后，嘉定县城的规模基本确定。次年四月，倭寇再袭嘉定，因署理知县退敌无方，县内民众自发上城守卫。期间，倭寇曾打算夜袭城墙，终被一童子发现而作罢。该童子却被倭寇杀害，县内民众特别雕刻一石像以作纪念。嘉靖三十五年（1556年）六月，曾率众於上海县击退倭寇的佥事董邦政率部进剿苏松地区倭寇的基地。此后境内的倭患逐渐平息。
至万历十六年（1588年）春，知县熊密於县学和应奎山之间开凿汇龙潭。天启元年（1621年），在举人孙元化的邀请下，意大利籍的天主教传教士曾德昭和郭居静前来嘉定传教，并兴办教堂。这也成为了天主教进入嘉定的开端。

### 嘉定三屠

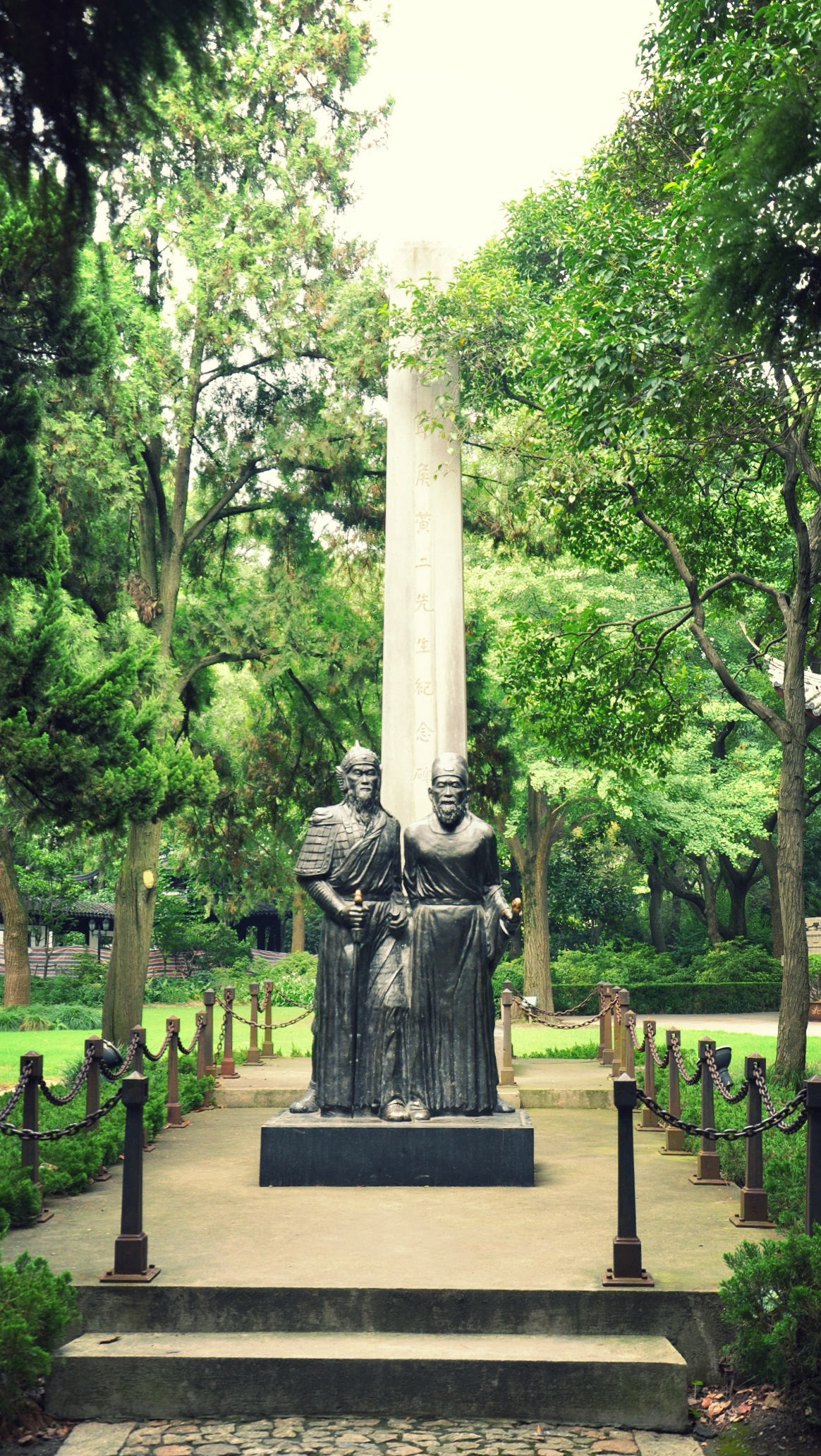
纪念抗清的“明忠节侯黄二先生纪念碑”（1935年立）

明弘光元年（1645年），清兵突破江北四镇防线攻克扬州、应天府。原镇守徐州的闯军降明将领李成栋归附清军。并于闰六月初七日抵达嘉定城外，十二日，清廷宣布推行薙髮令，引发民众不满。十七日，黄淳耀入县城商议抗清。两日后，侯峒曾入城再议守城抗清一事。随后，守军於北门仓桥炮击清兵，并打死李成栋之弟李成林。七月初三日，清兵围攻嘉定县城。次日城陷，李成栋屠城，侯、黄两人殉国。二十四日，趁李成栋率部离开，邑人朱瑛聚众再次占领县城。李成栋命部众镇压义军，县城再遭屠戮，尤以葛隆、外冈等地死亡人数最多。八月二十七日，因原南明总兵绿营把总吴之藩反清投明，攻打县城，城内民众相应。遭镇压后，清兵再度屠城。史称“嘉定三屠”。民国二十四年（1935年），嘉定全县的教职员与学生为纪念黄淳耀与候峒曾两人率众抵抗并殉国的事迹，设立“明忠节侯黄二先生纪念碑”（现位于汇龙潭公园内）。

### 清朝时期
经过战乱后几十年的发展，人口得到恢复。清雍正二年（1724年），原属苏州府的太仓州升为太仓直隶州，嘉定县由苏州府改隶之。雍正三年（1725年），县境东部划出，另置宝山县，同属太仓直隶州。在清朝前期与中期，嘉定地区的教育文化在原有基础上得到进一步发展。嘉庆二年（1797年），钱大昕所著的《廿二史考异》付梓刊印。道光八年（1828年），江苏巡抚陶澍在归有光讲学处创办震川书院。
至道光二十二年（1842年），随着鸦片战争的持续，英军于五月初八日进攻位于吴淞口的炮台，吴淞战役爆发。此役最终以江南提督陈化成的牺牲和清军的失败告终。至五月十八日，嘉定县民众将陈化成遗体自吴淞炮台运回，并在城内武庙举行殓仪。咸丰三年（1851年），因“罗汉党”和南翔寺僧人间的矛盾，爆发“罗汉党”反清起义，但不久即遭镇压。
咸丰十年（1860年）五月，太平军李秀成部又沿苏州进攻嘉定县城，并前后三次攻克。最终因李鸿章与英法联军的配合下於同治元年彻底退出。在此期间，林乐知来到嘉定传播基督新教。同光时期，嘉定县开始近代化进程。1872年，牛尚周作为第一批留美幼童前往美国留学。美监理会牧师于1878年开设了嘉定第一家西医诊所。监理会的南翔分支於同年创办了县内第一座女校。1896年，嘉定首家新式学堂私立淞娄育才馆在古猗园成立。包括报纸、邮政、幼儿教育、中小学、内河轮船等都在这一时期成立。1908年，已建造了四年的沪宁铁路正式通车，在嘉定县内共设有南翔、黄渡与安亭三站。

### 中华民国时期
1911年11月6日，嘉定县自治公所響應武昌起義，宣布嘉定光复。12月30日，孙中山当选中华民国临时大总统的消息传到本县。县城及南翔各界均集会以示庆祝。

#### 北洋时代
民国元年（1912年）7月，中国同盟会成立嘉定分部，稍后由于同盟会的改组，改称国民党嘉定分部。次年因大总统袁世凯下令解散国民党而随之取消。此后北京政府加强了中央集权，宣布停办地方自治，而嘉定地区的自治机关也由县府一并接收。民国8年（1919年）5月，为响应北京学生发起的“五四运动”，全县各界千余人也举行集会表示声援，号召抵制日货，要求北京政府惩办国贼。至民国13年，又因江苏、浙江两省的军阀齐燮元和卢永祥为争夺上海地区的控制权而爆发江浙战争。此次战争波及嘉定长达20余日，导致出现难民10余万人。次年，由于五卅事件的发生，嘉定县城的商界举行罢市活动，而娄塘、南翔等地的学生也通电表示抗议。与此同时，为解决多年来的军阀割据与混战，中国国民党主政下的国民政府于民国15年起宣布北伐。至民国16年3月，国民革命军第26军所部抵达南翔。次日，已秘密运行了逾一年的国民党嘉定县党部转为公开状态，并宣布接管县政府。至此，嘉定县完成国民革命。
虽然此一期间，嘉定的政治受到上海乃至全国政治运动的影响，但同时嘉定的近代化却进一步得到发展。民国3年6月，经县教育会的筹备，全县首家公共图书馆在孔庙内成立。民国8年，邑人孟季生创办的华兴电灯厂，成为境内第一家发电厂。次年，致力于社会教育的县立通俗教育馆开馆。民国10年，公共体育场也已告竣。随后银行、纺织业、长途电话、红十字会等也在这一时期开始逐渐出现。

#### 训政时期
民国17年（1928年）4月，经中共嘉定县委的领导，嘉定西乡农民举行了抗租、抗债、抗粮、抗捐和抗税为主的“五抗”农民暴动。最终迫使江蘇省政府民政厅及淞沪警备司令部派兵进行弹压。次年10月，又因县党部处理教职员问题不当，引发教职员罢教并引发赴京请愿事件。随后经省党部出面处理相关人员，该事件得以平息。
民国20年（1931年）9月，因九一八事变，东四省沦陷，嘉定县各界于公共体育场举行游行示威。至11月，国民革命军第19路军所部进驻嘉定、南翔一带。次年1月28日，一二八事变爆发。2月，日机两次轰炸位于南翔的十九路军军部。3月2日，日机轰炸县城，并于次日攻占嘉定，县府播迁至青浦。直至5月9日因《淞沪停战协定》的签订，日军撤离嘉定。
民国26年8月13日，淞沪会战爆发。自8月17日起，县城及南翔、真如、马陆、方泰、外冈等地遭到日军飞机不间断轰炸。23日起，县北部沦为战区。24日，国民革命军主要作战力量抵达嘉定，并於各要点构筑防御工事。11月12日，嘉定全县沦陷，县府随国军撤至吴县，再迁镇江。
这一时期，除政治与军事上的波动外，在经济与基础建设上也有了更多的发展。1928年，县城、娄塘、陆渡桥等地开始装设电话，稍后嘉定电话股份有限公司成立。次年，嘉定往罗店的嘉罗公路开始兴建并于同年通车，上海往嘉定的长途汽车同时开办。至1933年，平民产院开办，引入现代接生方法。1934年，县教育局开始推广电化教育。1935年，沪宁铁路上海至南翔区间的双线铁路完成。年中，无锡往上海的锡沪公路也实现了贯通。次年，绕城的环城路开始辟筑。历时三年的土地清丈也宣告完成。

#### 沦陷八年
民国二十七年（1938年）起，日军在嘉定县派驻警备队和宪兵队，成立地方维持会。同时，嘉定民众以及国民政府与共产党等势力各自组成抗日武装，与日军和其扶植势力进行对抗。期间，国共之间亦有摩擦。后日军於1944年起，开始进行清乡以扫除各反日势力。民国34年8月，日本宣布无条件投降。国民政府的游击队随后抵达县城接收，沦陷时期结束。

#### 战后时期
战后初期，嘉定县主要完成接收工作，同时为行宪作预先的准备。民国35年3月，县临时参议会成立，翌年民选后的参议会正式组建。同月，国民党嘉定县党部指令清理全县保甲与户籍情况。民国36年（1947年）11月，全县举行首次大选，选举国民大会江苏省代表与立法委员。民国38年5月13日，中国人民解放军第26、28军进占嘉定县。次日，嘉定县军事管制委员会成立。6月10日，中国国民党、三民主义青年团、中国青年党、民主社会党的嘉定县党部被勒令解散。7月24日，4906号台风正面登陆上海后，於当日经过嘉定，造成较大破坏。

### 1949年以后

#### 建政初期
在1949年至1953年间，嘉定县主要是开展清理国民党及其残余势力的工作。包括破获反共救国军、反共救国纵队等多个武装组织。1951年12月起，基于“抗美援朝”运动，开展“三反”运动。1953年2月开始，又清理县内以一贯道为首的反动会道门组织。同时恢复战后工作也在此期间继续展开，包括开办国营工业企业（国营嘉定米厂），成立嘉定县供销合作总社，并自1953年11月起，全县粮食实行统购统销。公共卫生上则主要针对钉螺与血吸虫病的开展防治工作。1953年起，公费医疗制度在县机关和全民所有制企业中开始推广。1953年5月，嘉定县选举委员会成立，开始逐级组织乡镇及全县的人民代表选举。
1954年5月，第一届嘉定县人民大表大会举行。次年，县人民政府更名为县人民委员会。1956年1月起，全县开始实行公私合营，随后全县私立的中小学也均改制为公办学校，农业合作社逐步建立。至1957年，全县的第一个五年计划完成。同时，反右运动也在此期间展开。
1958年1月，嘉定县由江苏省划归上海市。同年，“大跃进”活动在全县展开，并修改了1958年的计划指标。6月，作为三面红旗之一的“人民公社”由马陆地区开始，此后逐步扩展至全县，成为政社合一的体制。同年，城厢镇、安亭镇以及桃浦公社被确定为上海市卫星城镇和工业区，之后一些科研单位和工厂机构逐渐迁入。至1966年，全县完成了通电到村的工程，兴建了工人新村、农民新村和渔民新村，完成了全县第一家自来水厂，开始供应管道煤气等一系列基础设施建设。

#### 文革时期
1966年6月起，随着文化大革命的开始，大字报、游斗、破四旧等事件大量涌现。11月，因王洪文组织两千余人卧轨安亭火车站导致“安亭事件”爆发。12月，“造反”组织在嘉定县体育场揪斗时任上海市市长曹荻秋。次年，又揪斗市委第一书记陈丕显。随后，嘉定县内各种造反与批斗活动时有发生。直至1968年，公检法机构由中国人民解放军进驻军管，嘉定县革命委员会成立后逐渐停止。此后，共产党和共青团开始恢复组织活动。
十年期间，全县完成了第三和第四个五年计划。至1975年末，全县工农业总产值达4.91亿元。

#### 开放以来
文革结束初期，全县进行了一系列的运动，以清理与江青反革命集团有关的成员。同时，也开始了新的建设时期。随后出现了住宅商品房、敬老院等新的行业。1981年，嘉定县革委会撤销，恢复为县人民政府。1984年，大陆首条高速公路，沪嘉高速公路开工建设，并于1988年建成通车。同年，上海与德国大众合资项目谈判成功，新厂落户安亭镇，并于1985年正式投产桑塔纳轿车。1992年，经国务院批准，嘉定县正式撤县建区，改制为嘉定区。

## 地理

### 地貌
嘉定现代地貌主要为基岩，产生於距今7000万年前。随着气温变化和海水的侵袭变化逐渐形成了厚约300米的松散地层。距今7500年前，受到海侵的影响，海水淹没全境直至镇江地区。在此时期，松散地层上淤积了黏土夹粉细砂地层。
在公元前4500年至公元前2000年左右，海面上升逐渐减缓。境内自西向东形成了黄渡、外冈、方泰、青冈和石冈等五列沙堤，即冈身。在冈身以西形成了嘉定最早的一片陆地。随着夏、商、西周时期人口的迁徙与活动，长江中下游流域的水土流失，加上吴淞江携带太湖流域泥沙的下泄，位于长江口处的海岸线逐渐向东推进。嘉定东部的冲积平原逐渐形成。

### 水系
嘉定地区的水系属于太湖区黄浦江水系。嘉定南部的吴淞江和西北侧的浏河是天然冲刷形成的天然河道，为太湖宣泄的主要通道，向东流入黄浦江及长江。除两条主要河流外，根据河流的流向，区内的其他河流可分为如蕰藻浜、练祁河、娄塘河之类的东西向干河和盐铁河、横沥河、新槎浦等南北向的干河。根据水系分布情况，练祁河以北为浏河水系、以南属吴淞江水系。1978年重新疏浚蕰藻浜后，该河成为吴淞江与浏河间的主要河道。
嘉定地区为平原河网感潮区，区内东北地区河网密度较高，南部较为稀疏。

### 气候
嘉定地区气候上属于北亚热带东南季风盛行区，四季分明，雨热同季，降水丰沛，气候暖湿，光温协调，日照充足。春季温凉多雨，夏季炎热湿润，昼长夜短，秋季先湿后干，冬季寒冷干燥，昼短夜长。夏初，嘉定地区受梅雨带的影响，进入一周至一月不等的梅雨季。随后受副热带高压影响，进入夏季伏旱期。自7月末起至9月，容易受到进袭大陆东南沿海的台风影响，此外仍以伏旱气候为主。自10月起，受北方冷空气影响，气温逐渐降低。1月至2月上旬为全年气温最低时期。

## 行政区划及沿革

### 行政区划
截至2017年，嘉定区共有3个街道、1个类街道、7个镇以及1个类乡级行政区。其中3个街道为新成路街道、嘉定镇街道和真新街道。类街道为菊园新区。7个镇为马陆镇、南翔镇、江桥镇、安亭镇、外冈镇、徐行镇和华亭镇。类乡级行政区为嘉定工业区。
| 嘉定区行政区划   | 代码               | 区划名称        | 街道及镇驻地 | 户数（2015年） | 人口（2015年） | 面积 (km²) |
| ---------------- | ------------------ | --------------- | ------------ | -------------- | -------------- | ---------- |
|                  |                    |                 |              |                |                |            |
| — 街道 —         |                    |                 |              |                |                |            |
| 310114001        | 新成路街道         | 迎园路          | 12,127       | 26,819         |                |            |
| 310114002        | 真新街道           | 清峪路          | 20,551       | 47,553         |                |            |
| 310114004        | 嘉定镇街道         | 塔城路          | 24,500       | 60,399         |                |            |
| — 筹办街道 —     |                    |                 |              |                |                |            |
| 310114401        | 菊园新区街道（筹） | 胜竹路          | 10,496       | 27,011         |                |            |
| — 镇 —           |                    |                 |              |                |                |            |
| 310114102        | 南翔镇             | 沪宜公路8号     | 20,824       | 55,381         |                |            |
| 310114103        | 安亭镇             | 墨玉路79号      | 28,687       | 90,213         |                |            |
| 310114106        | 马陆镇             | 沪宜公路2228号  | 18,297       | 55,894         |                |            |
| 310114109        | 徐行镇             | 澄浏公路542号   | 10,344       | 31,100         |                |            |
| 310114111        | 华亭镇             | 嘉行公路3188号  | 8,559        | 24,603         |                |            |
| 310114114        | 外冈镇             | 瞿门路518号     | 10,271       | 31,158         |                |            |
| 310114118        | 江桥镇             | 金沙江西路555号 | 25,800       | 73,631         |                |            |
| — 类乡级行政区 — |                    |                 |              |                |                |            |
| 310114501        | 嘉定工业区         | 叶城路555号     | 22,889       | 64,544         |                |            |

### 沿革
早在春秋战国时期，嘉定地区最初属于吴国，後随着越王勾践灭吴，而归入越。此后楚国伐灭越国，嘉定地区又为楚国所有。
秦汉实行郡县制，嘉定地区属于會稽郡娄县。汉顺帝永建四年（129年），因分会稽郡西置吴郡，娄县改属吴郡。
至南朝梁天监六年（507年），因分娄县置信义县，后又裁撤娄县，嘉定地区改归信义县。至大同元年（535年），又析信义县置昆山县。隋平南朝以后，废除信义县、昆山县，并入吴县。此后经过几经废设，境域仍属昆山县。至宋绍兴初年，嘉定地区属两浙西路平江府昆山县。
宋嘉定十年十二月初九日，因昆山过于广大，管辖不便，经朝廷核准，析置昆山县以东五乡置嘉定县，新县仍属於平江府。元元贞二年（1296年），嘉定县总户口逾五万户，按例升格为嘉定州。
明洪武初年，复改为嘉定县，隶属于直隶苏州府。弘治十年（1497年），析北境部分地区改属太仓州。清康熙六年（1667年），江南分省，嘉定县属江苏省苏州府。至雍正二年（1724年），析嘉定东部为宝山县。次年，因太仓升为直隶州，嘉定改属太仓州。咸丰十年至同治元年，因太平军攻克嘉定县，嘉定属太平天国的苏褔省。
民国元年（1912年），原府、州建置废除，嘉定直属江苏省。民国3年（1914年），新建沪海道以后，嘉定县属之。民国16年（1927年），国民革命军攻克嘉定后，废除道，嘉定再次直属江苏省。至民国22年（1933年），新设行政督察区，嘉定县受江苏省第六行政督察区管辖，次年，江苏省府更新督察区，嘉定改为第三行政督察区管辖。淞沪会战后，嘉定沦陷。
民国30年（1941年）2月，汪精卫政权将嘉定县改为嘉定区，并归属其设立的上海特别市。民国32年2月，嘉定区改称嘉定特别区，并於4月属上海特别市第一行政督察区。民国33年，嘉定特别区复称嘉定县。
民国34年，抗战胜利光复，嘉定县归属江苏省第二行政督察区。民国38年（1949年）5月，改属苏南行政区松江专区。1952年，嘉定县属江苏省松江专区。1958年，改属上海市至今。

## 经济

### 农业
嘉定自宋代以来逐渐成为中国主要的粮食产区之一。明朝初年，嘉定盛产稻谷，后因吴淞江和长江的淤积，致使境内东部地区逐渐成为适宜棉花种植的地区。加之此后松江棉布的畅销，使得嘉定的官府也鼓励民众植棉纺织。至明朝万历年间，嘉定地区的稻田仅占耕地的1/10，粮食则依靠向他县购买。
清末以后，随着传统织布业的衰落，改种稻谷者又逐渐增加。民国25年（1936年），秋熟作物的种植面积中，棉花为50.48%、水稻为34.89%、大豆为14.63%。
1949年以后，由于推行土地改革以及政府开始的互助合作化运动，开始增加机械化、电气化和化学化的现代种植。1960年代末，农田灌溉和稻麦脱粒率先实现电气化和机械化。至1975年，农田机械耕种面积增加到87.8%，化肥的使用由1950年的2.8公斤增长至117公斤。同时，水利的兴建、良种的推广和现代耕作方式也促进了嘉定地区的农业发展和抵御自然灾害的能力。1970年代起，为解决上海市的副食品问题，农产品的商品化率逐渐提高。1978年后，又开始推行家庭联产承包责任制，并发展乡镇工业。1980年代又培育出唐行长毛兔，食用菌和鱼苗生产也成为中国内地的主要产区之一。

### 工业
明清时期，嘉定也是江南重要的棉纺织区之一。当时，传统纺织业遍及家家户户，产品远销中国内地。此外，草编、竹编等家庭手工业也逐渐发达。清代末年，由于机器织布纺纱产品的倾销，传统纺织逐渐衰落。之后，由于毛巾织造技术的传入，嘉定的毛巾业开始兴起。
民国时期，出现了以电力为主的近代工业企业，产品也是以加工农产品为主，包括碾米、轧花、榨油等。随后纺织、机械、金属制品的加工也逐渐出现。到1949年，嘉定共有工业企业213家，其中纺织业的产值占比达65.93%。
1949年后，原有的棉纺织业进行了重新组合。在大跃进期间，县人委开办了机械制造、化肥和农药工业生产的企业，同时各生产社也开办各类小型工业。1958年比1957年工业产值增加了53.3%，达1.39亿元。但因发展无规律，导致不久就难以为继。随后直到1970年，因响应国家的县、社、队三级农机修理网建设，小型工业发展步伐加快。1970年至1976年间，年均增速为18.7%。
1978年以后，乡镇工业进一步发展，在1980年代开始城乡一体化发展。在1978年至1987年间，工业产值年均增速为22.41%。2015年，嘉定区的工业产值为4895.3亿元。

### 服务业

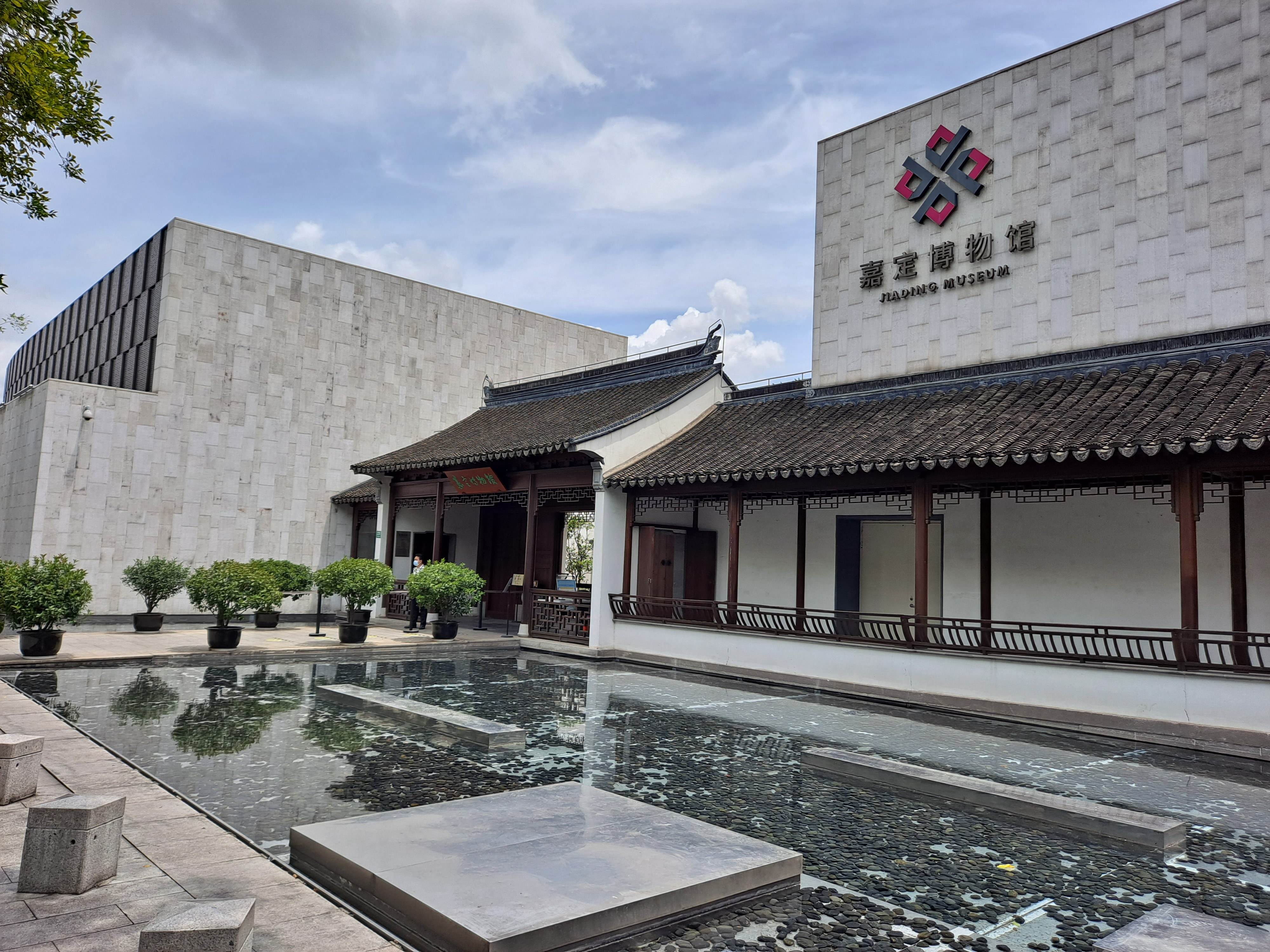
嘉定博物馆

早期的嘉定服务业以商业为主，早在明清时期，境内形成了众多市镇，成为了江南地区主要的棉布集散中心之一。随后，其他商业也随之兴起，包括米业、酒业、布业公所等陆续成立。1905年起，嘉定县商会成立。
民国13年，嘉定县受江浙战争破坏严重。民国26年，又因淞沪会战，使得县城及南翔镇遭日军轰炸，商业停顿。民国29年，又因日本占领当局实行清乡封锁，使得境内米业畸形发展。1956年，境内商业收到社会主义改造后，国营商业机构及集体商业成为商品流通的主要渠道。1979年起，商业体制改革后，开始兴办农工商联合企业，同时允许私营商业出现和发展。

## 人口与语言

### 人口与家庭
嘉定自成县后，原多以本地居民为主。民国37年（1948年），全县共有59430户，人口265,668人。1949年至1987年间，人口以每年1.7%的速度增长，其中1963年，嘉定人口增长最快达3.06%。1990年代以后，随着劳动力需求的增加，外省市常住居民逐年增加。至2015年，嘉定的常住人口156.8万人，其中户籍常住人口66.01万人，外来常住人口90.79万人。嘉定区户籍人口59.8万人。
2022年初全区户籍家庭户数27.2万户，户籍人口70.1万人，同比增长4.1%。其中女性34.8万人，同比增长3.8%。全年户籍出生人口3875人，同比减少2.3%，其中，女性出生人口1847人，同比减少3.1%；户籍死亡人口5986人，同比增长5.4%，其中女性死亡人口2796人，同比增长5.2%。

### 语言
嘉定地区语言属吴语太湖片苏沪嘉小片，虽位于上海市，但嘉定方言与苏州、松江、太仓等地的方言更为接近。

## 科教

### 教育

#### 古代教育

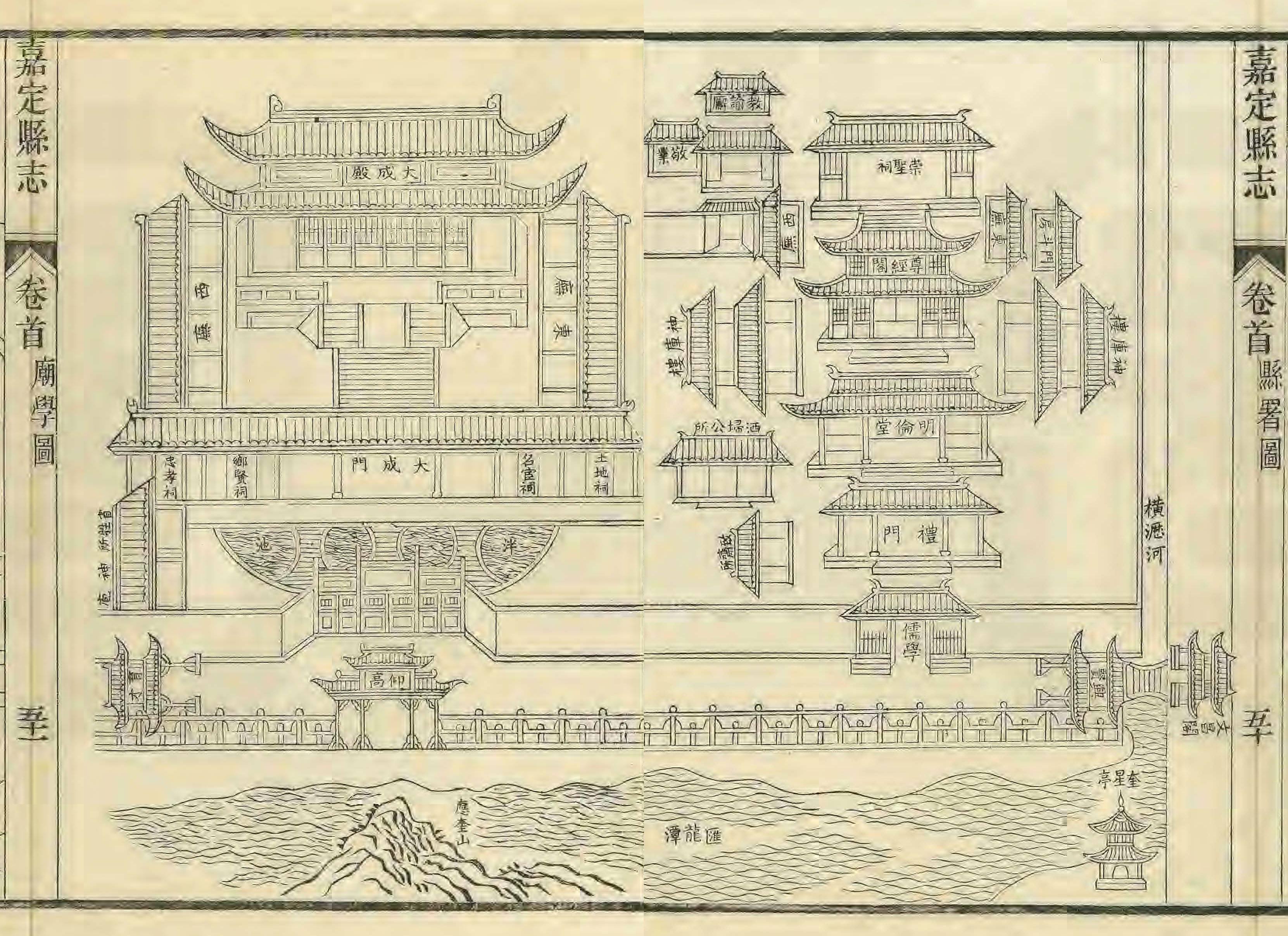
1882年的孔庙与县学

嘉定建县以后，县署即置学田，创办县学，鼓励设立书院。嘉定十二年，首任知县高衍孙主持修建“文宣王庙”，庙东即建有县学。此后历年修缮，至万历三十一年（1603年）孔庙与县学基本定型。
除官立县学外，嘉定自宋至清先后出现了12所书院。宋代，曾任嘉定录判的龚天定在县城建北府书院。由此开启了嘉定一带的兴办书院的风气。明代，出现了练川书院、明德书院。清代，又有六德书院、清廉书院、兴文书院、当湖书院、凝秀书院、博文书院，位于南翔的马公讲院，白鹤寺香林堂前的惠民书院，安亭菩提寺东的震川书院，外冈的石民书院等。
同时，各乡镇设立的社学、民办的义塾与县学和书院共同构筑了古代嘉定的教育体系。

#### 近代教育
随着近代西方文化的进入以及对甲午战争失败的反思，光绪二十二年（1896年），在南翔出现的淞娄育才馆，成为嘉定地区出现的首家新型学堂。至宣统三年（1911年），全县共创办小学123所，其中私立学校98所，女校9所。根据当时的统计，到宣统二年，小学在校学生2425名，占学龄儿童的5.9％。之后，为了更好的适应新学的发展，嘉定成立了学务公所（后改称劝学所）和教育会。并创办单级教授练习所，以培训小学教师。
民国建立以後，除中小学发展外，像法律、商业、农业等中等职业学校也陆续开办。民国17年（1928年）起，实行中心小学区制度，之后基础教育事业有较大进步。至战前，嘉定的小学校共有172所，在校学生1.4万余人，入学比率达30%以上。战后，县立学校逐步恢复。至民国37年（1948年），嘉定的小学校恢复到166所，在校学生增长到2.29万名，入学率达63.6%。同时有完全中学1所、初级中学5所，在读学生1735名。

#### 1949年以来的教育
1949年以后，嘉定地区的教育恢复和发展。从1951年起，扫除文盲运动开始在青壮年中举行。到次年，全县已有小学校234所。此后，虽有“大跃进”时期的教育革命。但至1965年，嘉定已完成了所有学龄儿童入学的工作。同时，1958年5月，中国科学院上海分院主办的上海科学技术大学在嘉定城中路创办。文革开始后，因师生造反等因素，教育工作一度出现混乱。但1976年以后，教育体制得到恢复，学前教育、义务教育、职业技术教育和成人教育等到重建和发展。1994年，上海科技大学与原上海大学、上海工业大学、和上海科技高等专科学校组建新的上海大学，原位于嘉定的上科大校区成为上海大学嘉定校区。2004年8月，作为上海国际汽车城的配套项目，同济大学嘉定校区在安亭正式开学。

### 科研
10余家科研机构
- 中国科学院上海应用物理研究所
- 中国科学院上海光学精密机械研究所
- 中国科学院上海硅酸盐研究所中试基地

## 文化遗产

### 全国重点文物保护单位
- 嘉定孔庙

### 文物保护

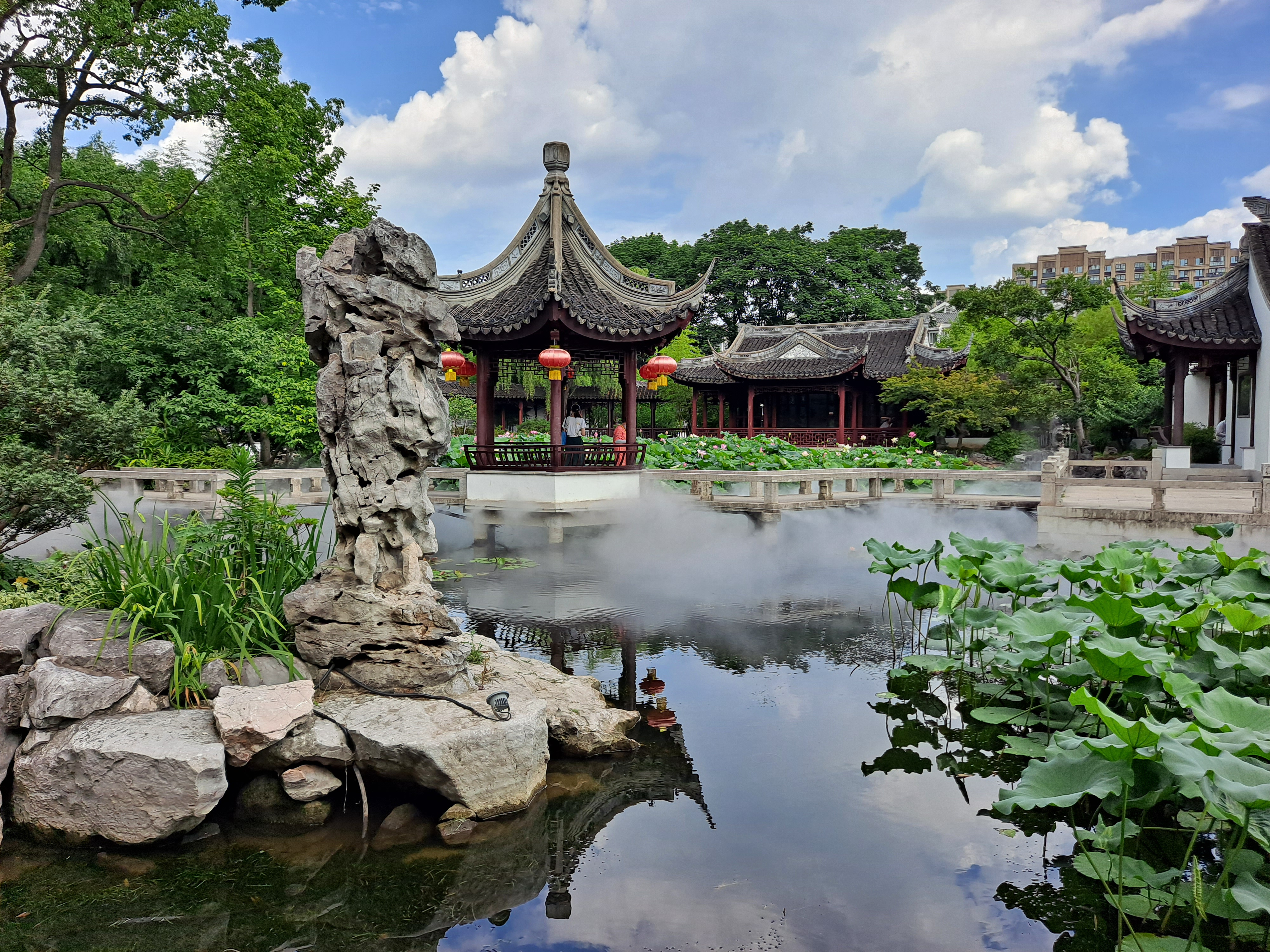
上海市文物保护单位古猗园

嘉定地区历史悠久，因而区内历史遗存较多，目前共有全国重点文物保护单位1处，上海市文物保护单位单位10处，另有区级文保、不可移动文物及第三次全国文物普查点等193处。其中扩建於明清的嘉定孔庙原为上海市文物保护单位，后於2013年升格为境内唯一的全国文保单位。此外，如五代时期南翔寺的砖塔及宋代的山门、水井，明代园林秋霞圃和古猗园，明代法华塔，明清以来兴建并留存至今的嘉定城墙遗址，黄淳耀与钱大昕的墓园，娄塘的天主堂以及印家住宅、沈家祠堂等都是上海市文物保护单位。

### 非物质文化遗产
除历史古迹外，嘉定地区还有不少手工技艺得到传承。在已经公布的中国国家级非物质文化遗产目录中，嘉定区的嘉定竹刻、徐行草编、南翔小笼馒头制作技艺获得入选。除了国家级的非遗项目外，上海市于2007年起也公布了上海市非物质文化遗产的名录。其中，江南丝竹、道教音乐、江桥羊肉加工技艺、马陆篾竹编织技艺、古本易筋十二势、郁金香酒酿造技艺、药斑布印染技艺和小青龙舞龙会等都是嘉定地区具有特色的文化遗产。

## 宗教
嘉定地区最早兴建的宗教场所为佛教的菩提教寺，始建于三国时期东吴赤乌二年（239年）。南朝梁时期，佛寺的修造较为风行，出现了如方泰教寺、吴兴教寺、护国教寺、南翔讲寺等。宋朝末年，嘉定境内的佛寺多达75座，包括禅寺、讲寺、教寺、庵等各类形式。明初，嘉定的佛寺达120余处，僧尼600多名。明万历年间，县署设僧会、道会两司，掌管僧尼、道士。至1911年全县有寺院141座。民国19年（1930年）3月，成立嘉定县佛教会。1949年以后，由于原佛教协会的解体及土改的进行，僧尼大多还俗。1978年开始，佛教恢复活动。
道教场所的出现则在北宋靖康二年（1127年）兴建的景德观。到绍兴年间，又有了崇真道院。民国19年起，出现了道教会，并设办事处於外冈镇。土地改革后，道教会逐渐解体。
天主教传入嘉定源于明天启元年（1621年），举人孙元化邀请意大利神父曾德昭、郭居静两人到嘉定传教。同时，其出资在嘉定建造教堂，设立学校，开辟园林。天启七年（1627年），耶稣会艾儒略、金尼阁、曾德昭等人在孙元化宅邸集会即“嘉定会议”。康熙二十七年（1688年），吴渔山往来上海嘉定传教，至清雍正二年（1724年），宣布禁教。同治元年（1862年）起，中断了逾100年的天主教重新恢复活动，石冈镇的善终堂兴建，此后教堂规模和人数逐渐增加。1984年12月，嘉定县天主教爱国会成立。
清咸丰十一年（1861年），美监理会牧师林乐知赴南翔传播基督新教。同治二年（1863年），兴建监理会耶稣堂。光绪六年（1880年），美国圣公会也开始在南翔设耶稣堂进行传教。此后浸礼会、长老会、使徒信心会、复临安息日会等均派人前往嘉定传教。1949年时，全县共有新教教堂11座，教徒773名。文革开始后，活动一度中断。至1982年恢复宗教活动，并成立嘉定县基督教三自爱国运动委员会。

## 卫生医疗
在清末前，嘉定的医疗完全依赖中医。光绪六年（1880年），美国监理会在县城内设置西医诊所，近现代医学开始进入嘉定。光绪三十四年（1908年），南翔的陆昌恩於北洋医学堂毕业，成为嘉定第一位研习西医的人。民国年间，出现了一批县立或私立的医疗机构，如嘉定县卫生院、嘉定县立医院、县立平民产院、太嘉宝医院等等。
1949年以后，医疗卫生开始以面向底层民众和倡导预防医疗为主，建立了县、乡镇、村的三级医疗网络。到1987年，嘉定县内共有各级医疗卫生机构542所。2012年起，瑞金医院北院在嘉定新城开诊，成为嘉定地区的首家三级甲等医院。

## 交通

### 铁路

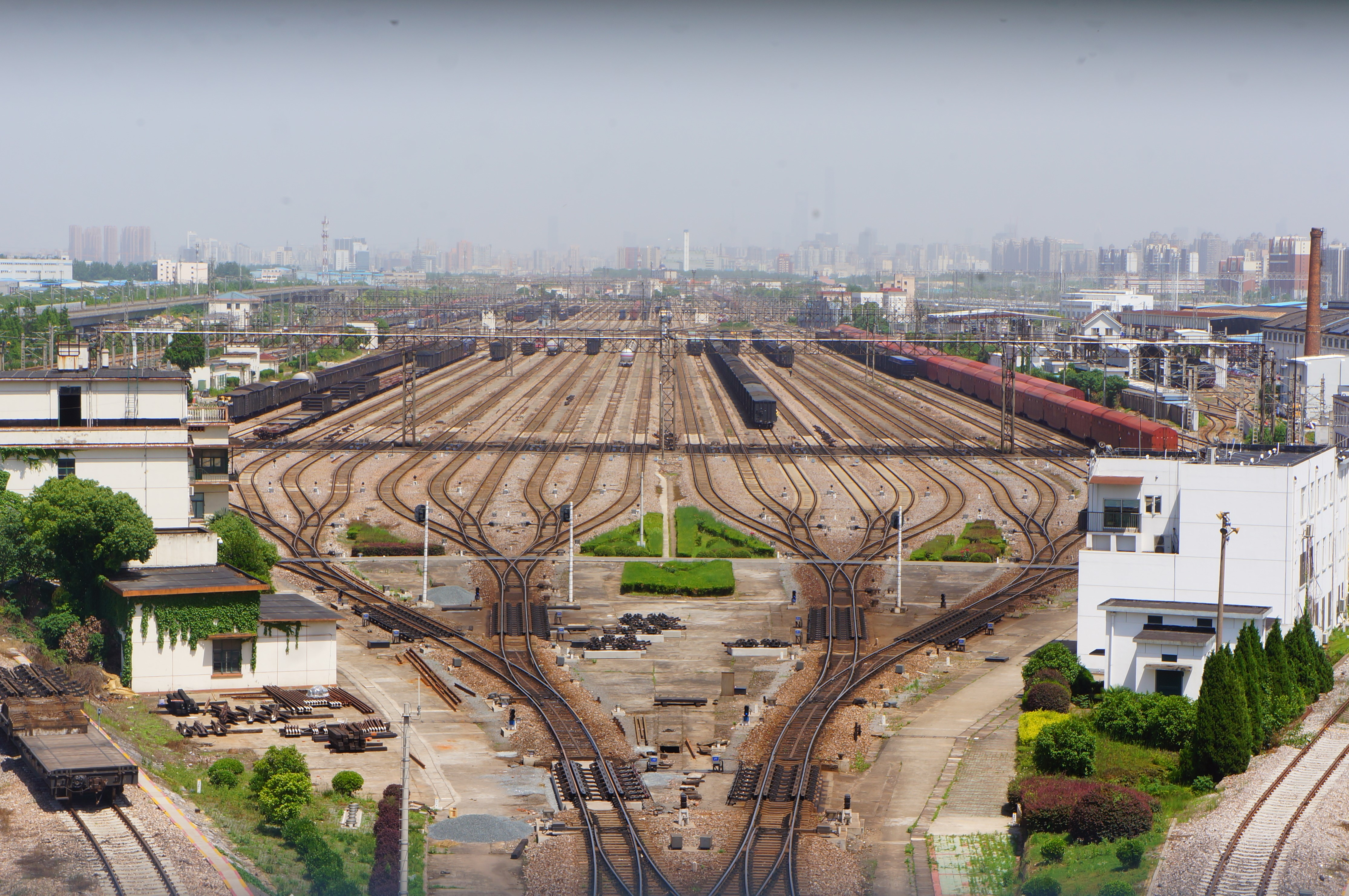
京沪铁路南翔站

嘉定境内铁路始于清光绪三十一年（1905年）。是年，经过数年筹备的沪宁铁路正式开工，以境内的南翔为分界点，以东为第一段，以西至无锡为第二段，分段开工建设。至光绪三十四年，全线通车。沪宁铁路最初在境内设南翔、黄渡和安亭三个主要站点，另有真如等小站。1930年代初，京沪沪杭甬两路管理局又在上海至南翔间沿京沪线修建复线，但因信号机等原因最终仍单独运营，直至淞沪会战时修筑工事拆除。
1956年，铁道部与上海市决定，扩建南翔站为上海地区的枢纽编组站。此后于1958年正式开工，随后1962年、1966年分别完成了东西两区驼峰的改造，最终於1970年10月基本完成了南翔编组站的改建工作。1989年又完成了南翔编组站的升级改造。2008年7月，沪宁高铁正式开工建设，并在境内设南翔北站与安亭北站，并於2010年7月起正式运行。沪苏通铁路在境内设有安亭西站。

### 公路

红色为沪嘉高速公路

- 公路： 沪嘉高速公路、沪宁高速公路（屬 京沪高速）、嘉金高速公路（屬 沈海高速），沪宜公路（ 204国道）、曹安公路（ 312国道）等。

### 航运
- 水路：南有吴淞江，北有浏河，薀藻浜横贯中部。

### 公共交通

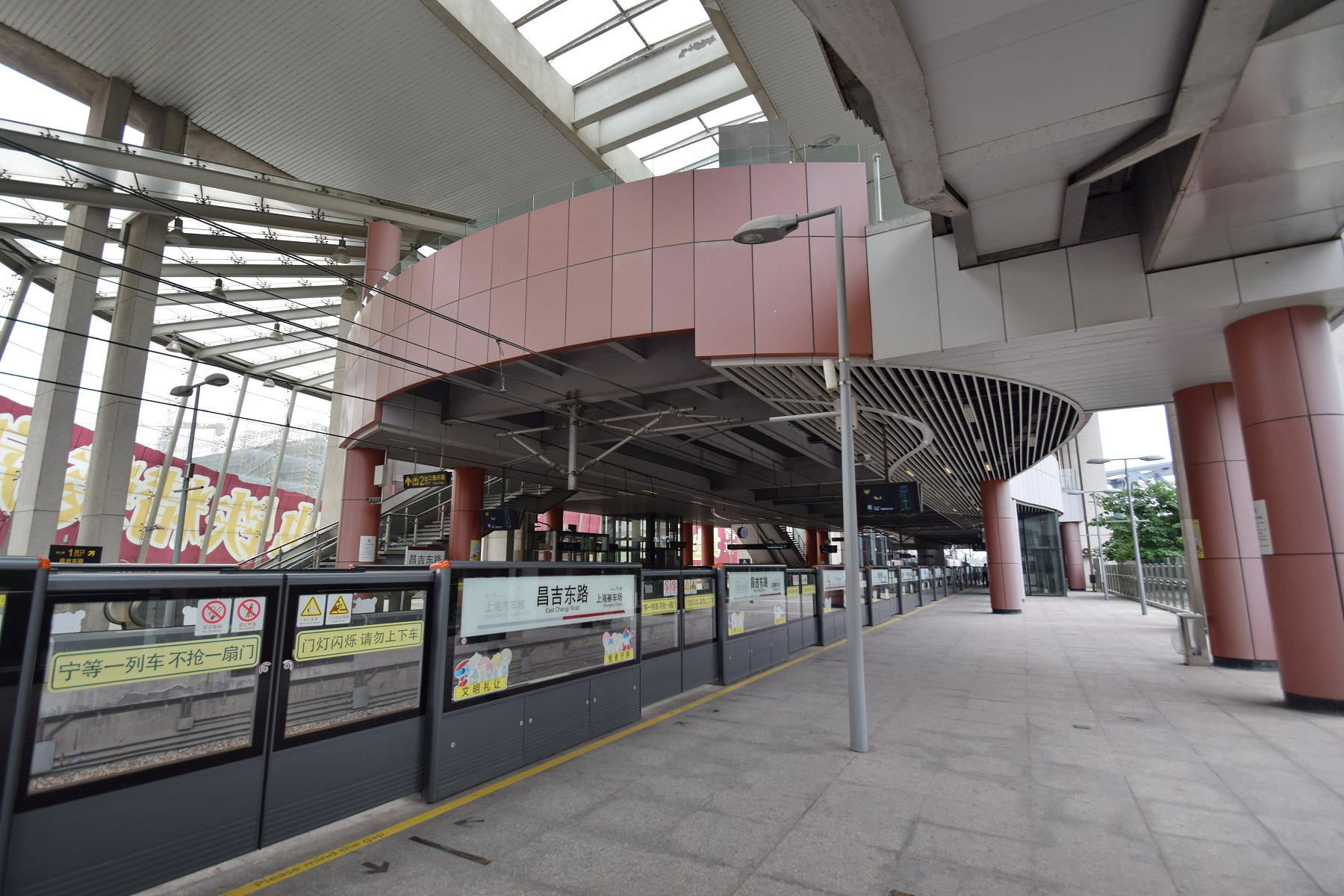
11号线昌吉东路站

- 城市轨道交通：上海地铁11号线、13号线、14号线，嘉闵线（建设中）
- 2021年6月16日，上海嘉定智慧车列示范线开通，示范线自稱是全球首套平均运营车速最快、单位时间运量最大的公共交通骨干系统[18]。

### 邮政
嘉定在出现现代邮政通信机构前，主要依赖传统的递铺和民信局进行信件和包裹的传递。其中递铺以官方公文传递为主，而民信局则负责私人业务。明朝正德四年（1509年），嘉定县城设总铺，并负责管理月浦、马陆、南翔、真如、黄泥泾等地的递铺。清朝康熙十二年（1673年），递铺改称急递铺。乾隆二年（1737年）又改称邮递，并一直存在至清末。民信局则出现在鸦片战争以后，县内出现了永义昶、宝顺、信诚、全盛等。民信局最后於民国23年（1934年）停业。
现代邮政的出现，是光绪二十八年（1902年），上海邮政总局在县城及南翔设立邮政信箱。延至光绪三十年（1904年）二月，黄渡开设商铺代办所，南翔则设置邮政代办所。两年后，总局在嘉定县城南门外设置邮政代办处，负责信件、包裹的传递，但不办理汇兑业务。宣统元年（1909年），上海邮政总局筹设嘉定邮政分局，并在次年开业。
民国元年，县内大清邮政改称中华邮政，嘉定邮政分局改称邮政局，并分类为二等局，同时设立南翔邮政局也作为二等局。民国九年，增设安亭邮政局，同时有三等局的黄渡邮政局。至1949年，嘉定共有邮政局4个，代办所和代售处11个，通信站30个。其中，南翔、安亭与黄渡的邮政业务通过京沪铁路运送直达。而外冈、葛隆、石冈三地的邮政则有长途汽车往来直送邮件。
1951年9月，邮政局与电信局合营，成为邮电局，嘉定县邮电局负责管理南翔、安亭、黄渡的邮电支局。此后增设马陆、娄塘、徐行、城厢、江桥等邮电支局。1998年，根据邮电分营，嘉定地区的邮电局拆分为邮政局与中国电信。

### 电信
民国十一年（1922年）起，随着上海电话局在南翔设立分局，电信业务开始进入嘉定。此前，仅南翔站等沪宁铁路沿线车站电报房有零星的电报传送。民国12年，上海电话局南翔分局兼办电报业务。民国22年，嘉定县城的报话营业处开办，由上海电话局南翔分局代管。之前在民国19年（1930年）1月，专门负责政府电信业务的专用电话交换所在县政府设立。抗战期间，嘉定地区的电信业务由华中电气通信公司经营。民国31年（1942年）11月，成立嘉定电报局建立，承办收发国内及东南亚电报。胜利光复后，国民政府交通部接收电信业务，并由嘉定电信局管理辖内各电信业务。同时，民间资本也开始涉入电信业务。民国17年，民间筹资的嘉定电话有限公司成立。民国37年，南翔商会创办的南翔电话交换所开业。
1951年，嘉定电信局与嘉定县邮政局合并，改称嘉定县邮电局，1970年一度分出，1973年后又合并。1998年，因邮电业务拆分，相关业务归属中国电信。